# Saint-Sozy
Saint-Sozy (tiếng Occitan: Sent Sòsi) là một xã thuộc tỉnh Lot tây nam Pháp. Xã có diện tích 85,9 km², dân số theo điều tra năm 1999 là 430 người. Khu vực này có độ cao trung bình 104 mét trên mực nước biển.